# Daemonorops draco
Daemonorops draco es una especie de palmera trepadora  nativa de las regiones tropicales del sudeste asiático. 

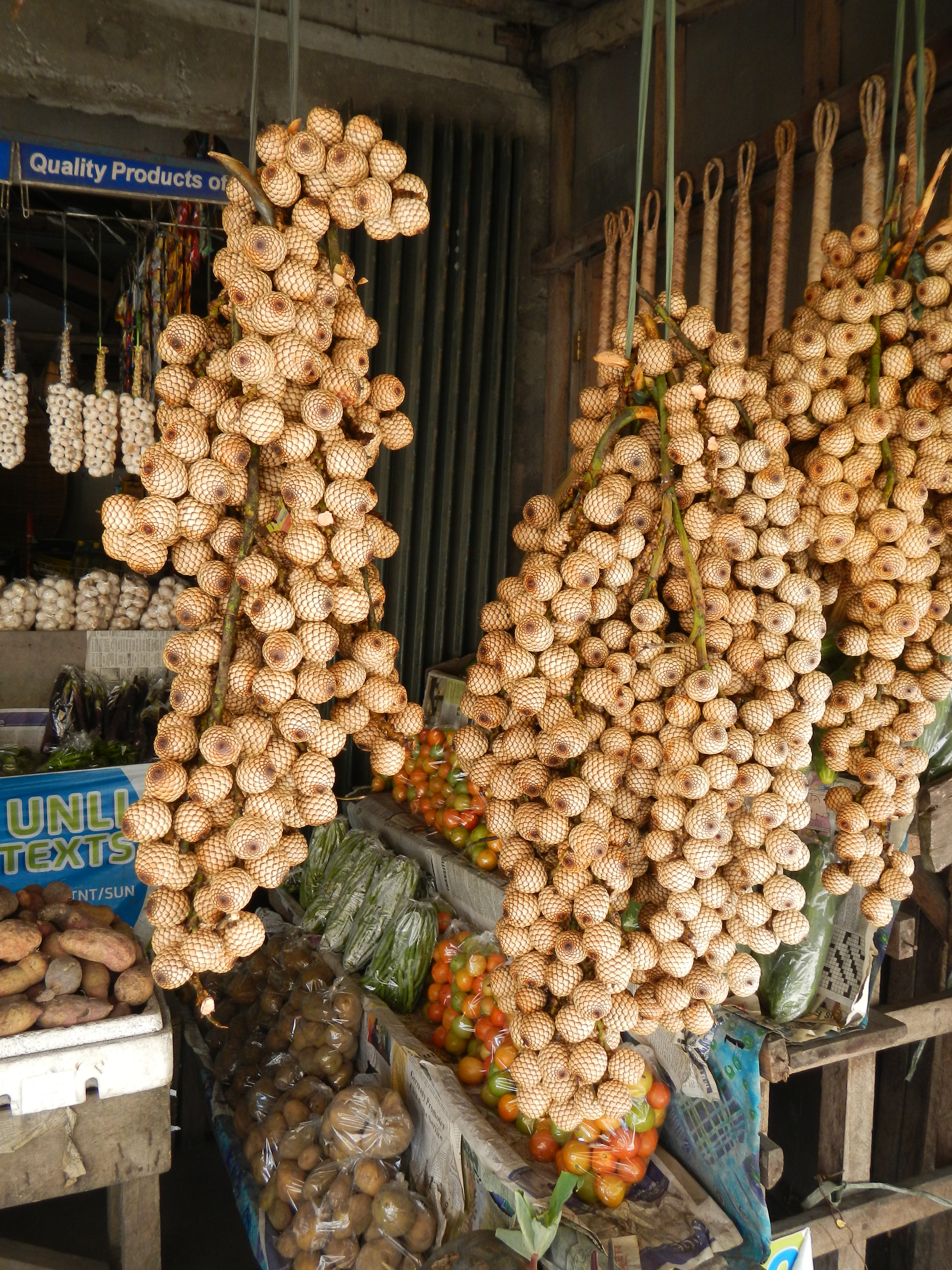
Frutos

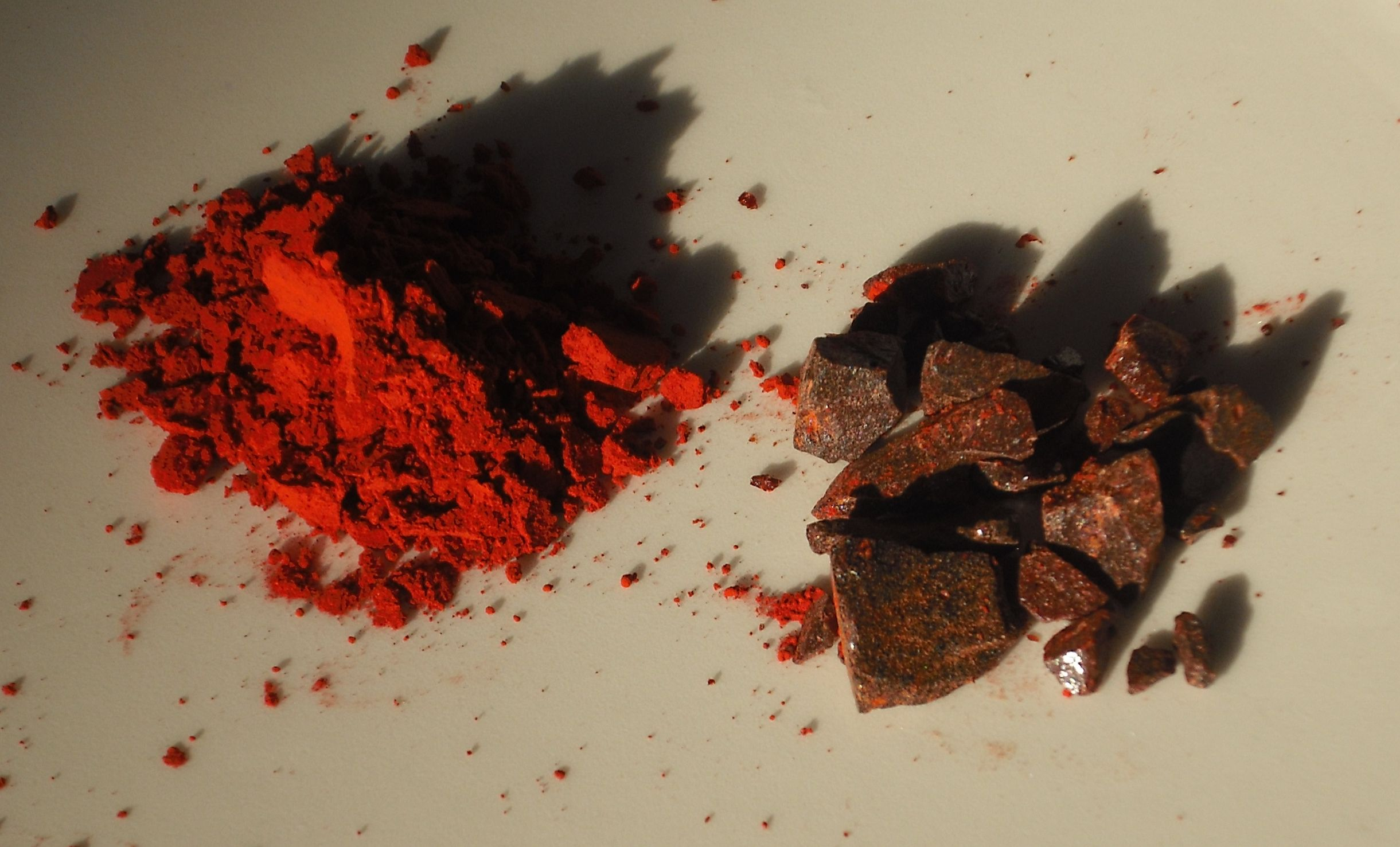
Sangre de dragón

## Descripción
Las plántulas tienen una pequeña aparición de palma esbelta. Con la edad, la planta se convierte en una trepadora y utiliza un árbol cercano para obtener asistencia. El tallo está cubierto con una multitud de espinas flexibles aplanadas y oscuras, unidas en la base. Las hojas son pinnadas y se componen de foliolos de 30 a 45 cm de longitud alternos. El raquis de la hoja y el margen de las valvas están erizados de pelos tiesos. La inflorescencia es una espádice hermafrodita que se asemeja a una panícula alargada con varias, cáscaras coriáceas lanceoladas. La fruta roja es una baya redondeada, que se estrecha, aproximadamente del tamaño de una cereza.

## Distribución
Se encuentra en Indonesia y Malasia en las islas de Sumatra y Borneo.

## Usos
La sustancia resinosa de color rojo oscuro que cubre el fruto de esta palma se vende comercialmente bajo el nombre de "sangre de drago". Este nombre también se le da a otras resinas similares obtenidas a partir de varias especies de diferentes géneros de Daemonorops, Dracaena y Croton. Sangre de Dragón es soluble en alcohol y se utiliza principalmente como pigmento en la preparación de barnices, de colorantes y tintas. Es parte de la medicina tradicional china, donde se usa para controlar el sangrado y el dolor, para activar la circulación de la sangre y curar las heridas y contusiones.
Se usa como astringente, hemostático, utilizando la resina obtenida de los frutos. Los principios activos son: ácido benzoico y tanino.

## Taxonomía
Daemonorops draco fue descrita por (Willd.) Blume y publicado en Rumphia 2.p.8,3.8. 1838.
Etimología
Daemonorops: nombre genérico que deriva del griego: daemon = "espíritu maligno" y rhops = "arbusto", en referencia a la armadura a menudo dañína.
draco: epíteto latino que significa "dragón".
Sinonimia
- Calamus draco Willd.
- Calamus draconis Oken
- Daemonorops propinqua Becc.
- Palmijuncus draco (Willd.) Kuntze	[5]